# Herochroma cristata
Herochroma cristata là một loài bướm đêm thuộc họ Geometridae. Loài này có ở Trung Quốc (Hải Nam, Quảng Tây, Tứ Xuyên), Đài Loan, đông bắc Ấn Độ, Bhutan, Nepal, Thái Lan, miền bắc Việt Nam và Indonesia.

## Phụ loài
- Herochroma cristata cristata (Warren, 1905)
- Herochroma cristata rubicunda Inoue 1999